# Académie nationale norvégienne de ballet

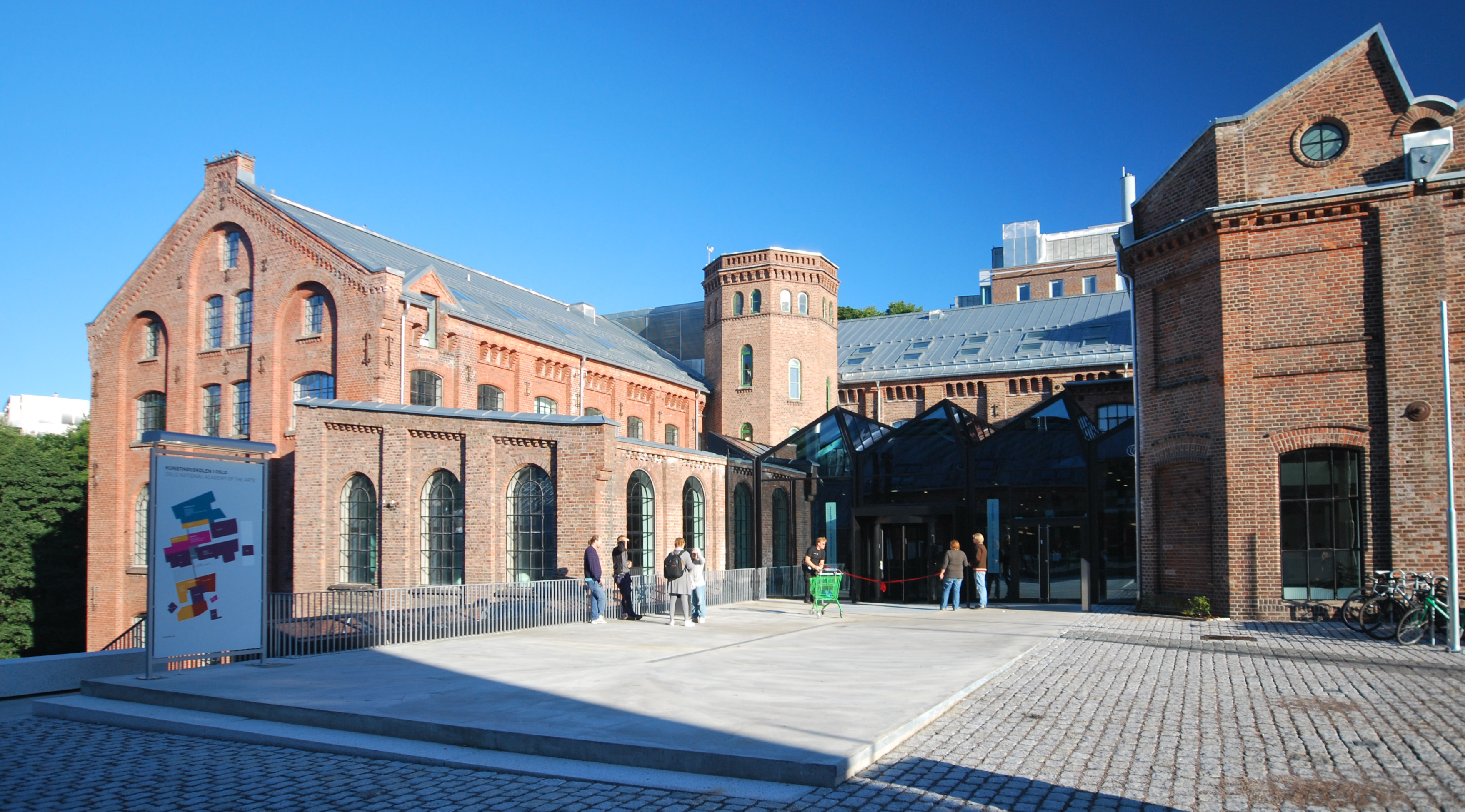
Kunsthøgskolen i Oslo (l’Académie nationale des Arts à Oslo) à Grünerløkka. Entrée au "Seilduken", ouvert au public le 30 août 2010.

L'Académie nationale norvégienne de ballet (en norvégien Statens balletthøgskole) est une école de danse créée en 1979 qui prodigue une formation de trois ans au ballet. L'école a obtenu le statut de collège en 1982.
En 1996, l'Académie nationale de ballet est devenue membre de l'Académie nationale des arts d'Oslo (Kunsthøgskolen i Oslo, KHiO).